# Döwletmyrat Ataýew
Döwletmyrat Ataýew (?, 16 de março de 1983) é um futebolista turcomeno.
Ele iniciou sua carreira em 2002, no Nisa Aşgabat. Jogou também por Navbahor Namangan, Shurtan e Aşgabat. Hoje atua no Karvan do Azerbaijão.
Ataýew também joga pela Seleção Turcomena desde 2004.